# Lava International
Lava International (estilizada como LΛVΛ) es una empresa tecnológica multinacional india, que produce teléfonos inteligentes, ordenadores portátiles, hardware y otros artículos de electrónica de consumo. Fue fundada en 2009 por Hari Om Rai, Shailendra Nath Rai, Sunil Raina, Sanjeev Agarwal, Sunil Bhalla y Vishal Sehgal. Tiene su sede en Noida, India y opera en otros países de Asia del Sur, Oriente Medio y África bajo la marca Lava.
También es una marca popular en varios países, como Tailandia, Sri Lanka, Indonesia y Nepal.
Lava renovó su línea de productos en 2021 con el lanzamiento de la serie Agni para relanzar la marca y ganar más cuota de mercado en el segmento de teléfonos inteligentes de la India.

## Investigación y desarrollo
Para el diseño de sus productos, Lava ha establecido sus instalaciones de investigación y desarrollo en la India, con inversiones a través de las iniciativas gubernamentales "Make in India" y "Atmanirbhar Bharat".
Lava también diseña sus productos en sus instalaciones de I+D en la India.

## Cuota de mercado
Durante el ejercicio de 2023, la compañía tenía en la India una cuota de mercado del 25% en el segmento de teléfonos básicos y del 2% en el segmento de los teléfonos inteligentes.

## Productos destacados
- Los primeros productos de la marca Lava fueron los teléfonos móviles KK 1, KKT 11 y KK 2 en 2009.[8]
- Los primeros teléfonos con el símbolo de la rupia y teclado alpha (diseño de teclado ABC), Lava B2 y B5, se lanzaron el 19 de julio de 2010.[9]
- El primer producto en colaboración con otras empresas, el Lava A16 bajo licencia de MTV India, se lanzó el 22 de diciembre de 2011.[10]
- La Lava 720G, su primera tarjeta de datos, se lanzó el 25 de mayo de 2011.[11]
- El Lava S12, el primer teléfono inteligente con el sistema operativo Android de la marca Lava, se lanzó el 25 de octubre de 2011.[12]
- El primer teléfono de la marca XOLO y el primer teléfono inteligente con el procsador Intel Atom, el Lava XOLO X900, se lanzó el 20 de abril de 2012.[13]
- El primer Lava La laptop Helium 14 se lanzó exclusivamente en Flipkart el 29 de junio de 2017.[14]
- Lava Prime X, el primer teléfono diseñado en India, se lanzó el 24 de enero de 2018.[15]
- El primer teléfono inteligente de la marca Benco, el Lava Benco V8, se lanzó el 4 de noviembre de 2019.[16]
- Lava Pulse, el primer teléfono con funciones básicas y sensor de frecuencia cardíaca y presión arterial, se lanzó el 20 de agosto de 2020.[17]
- Lava Agni 5G, el primer teléfono inteligente 5G fabricado en India, se lanzó el 9 de noviembre de 2021.[18]
- El primer reloj inteligente de la marca Lava, el Lava PRO Watch ZN, se lanzó el 23 de abril de 2024.[19]
- Lava Agni 3 5G, el primer teléfono inteligente con doble pantalla AMOLED fabricado en India se lanzó el 4 de octubre de 2024.

## Productos actuales
- La serie Agni 5G se lanzó oficialmente el 9 de noviembre de 2021. La serie oficial incluye los modelos Agni 5G, Agni 2 5G y Agni 3 5G.

- La serie Blaze se lanzó el 7 de julio de 2022.[20] La línea incluye los modelos Lava Blaze, Blaze 5G, Blaze Pro, Blaze Pro 5G, Blaze 2, Blaze 2 Pro, Blaze 2 5G, Blaze NXT, Blaze Curve 5G, Blaze X 5G y Blaze 3 5G.
- La serie Yuva se lanzó oficialmente el 11 de octubre de 2022.[21] La línea oficial incluye los modelos Yuva Pro, Yuva 2, Yuva 2 Pro, Yuva 3, Yuva 3 Pro y Yuva 5G.

- La serie Storm se lanzó oficialmente el 28 de diciembre de 2023.[22]

- La serie O se lanzó oficialmente el 4 de octubre de 2023.[23] Los dispositivos actuales de la línea incluyen los Lava O1 y O2.
- Su línea de productos también incluye las series Prowatch, Probuds y teléfonos básicos.

## Premios y reconocimientos
Lava fue galardonada como la "Marca india de telefonía móvil de más rápido crecimiento" por la Asociación de Comunicaciones Multimedia e Infraestructura (CMAI) de la India durante la quinta edición de los Premios Nacionales de Telecomunicaciones de 2011. Posteriormente, la empresa recibió el premio a la "Empresa emergente del año" en los Premios del Foro de Liderazgo de Voz y Datos en Telecomunicaciones en 2013. También recibió un premio del Gobierno de Uttar Pradesh en julio de 2017 por contratar al mayor número de aprendices del estado en 2016, de acuerdo con las directrices establecidas en la Ley de Aprendizaje de 1961.